# Kapitelsberg (Darlingerode)
Der Kapitelsberg am Nordrand des Mittelgebirges Harz ist eine 452,2 m ü. NHN hohe Erhebung auf der Flur der Stadt Wernigerode unweit des Ortsteils Darlingerode der Stadt Ilsenburg (Harz) im Landkreis Harz, Sachsen-Anhalt. Aufgrund der markanten Struktur dieser Erhebung wird dafür auch der Name Burgberg verwendet, der auf eine hier im 11. Jahrhundert vermutlich angelegte Burganlage hindeutet.

## Geographische Lage

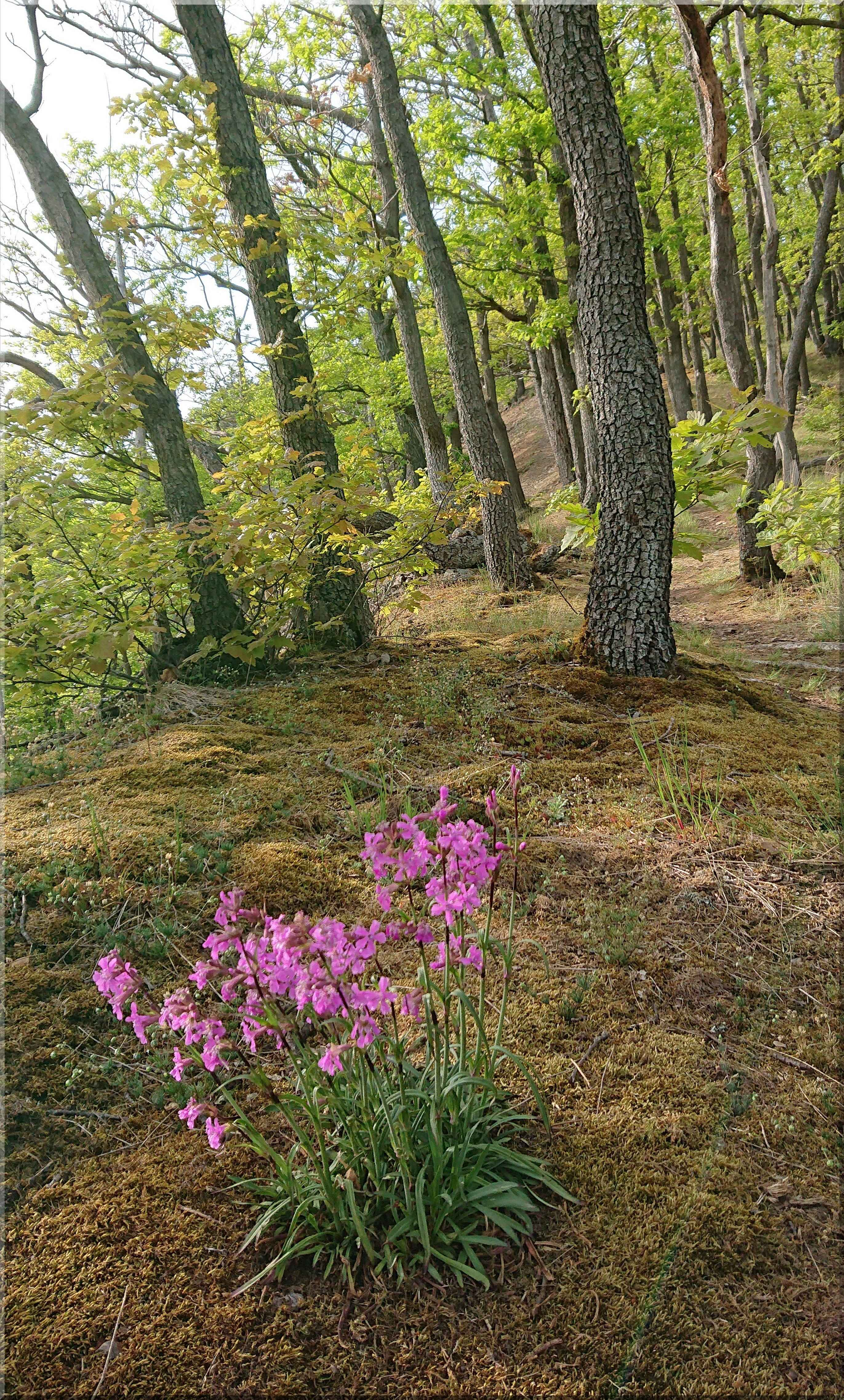
Eichenwald und Herrgottsblut am Kapitelsberg im Frühjahr

Der Kapitelsberg liegt etwa 1 km südlich von Darlingerode im Naturpark Harz/Sachsen-Anhalt. Er fällt östlich schroff in das Sandtal ab, während dem Berg nordöstlich der Haidknüll vorgelagert ist. Beide Erhebungen trennt das Jägertal, durch das ein markierter Wanderweg verläuft.

## Naturschutz
Auf dem Kapitelsberg befinden sich Reste eines Eichenschälwaldes mit typischer Flora. Er gehört zum seit 1973 bestehenden Flächennaturdenkmal Eichen Niederwald. Die frühere Waldnutzung ist dort an einigen krummschäftigen und teilweise mehrstämmigen Eichen noch zu erkennen.

## Aussichtsmöglichkeit und Wandern
Die Kuppe des Kapitelsberges ist nur auf einem unmarkierten Pfad zu erreichen, der auch von Mountainbikern benutzt wird. Knapp unterhalb des Gipfels bietet sich bei günstiger Witterung ein weiter Blick über Darlingerode auf das nördliche Harzvorland bis nach Niedersachsen. Die Aussicht in die anderen Richtungen ist durch das Gebirge stark eingeschränkt.

## Geschichte
Friedrich Stolberg vermutete in seinem 1968 in den Harz-Forschungen erschienenen Werk Befestigungsanlagen im und am Harz – Von der Frühgeschichte bis zur Neuzeit auf dem Kapitelsberg eine Höhenburg aus dem 11. Jahrhundert. Dieser These schlossen sich der Historiker Jan Habermann und der Darlingeröder Heimatforscher Eberhard Schröder an. Ersterer regte 2017 die Gründung einer Arbeitsgruppe Burgberg im Heimatverein Darlingerode e. V. an, die sich seitdem mit der Geschichte des Kapitelsberges intensiv beschäftigt.
Die zwischen den Jahren 2017 und 2019 stattgefundenen zerstörungsfreien archäologischen Prospektionen durch die Arbeitsgruppe Burgberg konnten die Indizienlage hinsichtlich der Existenz einer ehemaligen Höhenburg deutlich verdichten. Der stärkste Befund ließ sich in ortsfremdem Granitgestein mit Bearbeitungsspuren sowie Mörtelresten im Hangschutt des Berges erzielen. Überdies wurden Reliefuntersuchungen der Bergkuppe auf der Grundlage digitaler Geländemodelle aus dem sogenannten Airborne Laserscanning unternommen. Allen bisherigen Hinweisen und Befunden nach ist mit hoher Wahrscheinlichkeit von einer kleinen, teilmassiven Gipfelburg des späten 11. Jahrhunderts auszugehen, die – in Händen von Ministerialen – von gegnerischen Kräften systematisch zerstört worden ist.